# Brandenburg an der Havel
Brandenburg an der Havel (Nedersaksisch: Brannenborg an de Havel) is een kreisfreie Stadt in de Duitse deelstaat Brandenburg. De stad telt 72.040 inwoners (31 december 2020) op een oppervlakte van 228,80 km².

## Geschiedenis en bezienswaardigheden
Brandenburg is de oudste plaats van de regio. Het werd reeds in de 6de eeuw door de Slaven gesticht, en er werd in 948 een missiebisdom gesticht. Brandenburg was een dubbelstad: Altstadt werd voor het eerst vermeld in 1170, Neustadt in 1196. Al in de 13e eeuw waren er veel handelscontacten met Hamburg en zeker al in 1310 maakte Brandenburg deel uit van de Hanze.
In 1525 bevestigde Joachim I van Brandenburg de stad als Chur- und Hauptstadt van de mark Brandenburg.
De plaats ligt aan de Havel en heeft, ondanks de verwoestingen in de oorlog, goed bewaard gebleven historische centra op drie eilanden. Het oudste eiland is het Dominsel, met de romaanse dom, de St.-Pieter en St.-Paulusdom. De kathedraal werd gebouwd van 1165 tot midden 13de eeuw. In de 14de eeuw werd hij verhoogd en kreeg nieuwe gewelven. Er zijn tal van gotische objecten, zoals het 'Tsjechische' altaar (ca. 1375), het huidige hoofdaltaar (uit Lehnin, 1518) en de sacristie uit hetzelfde jaar. Er is ook een Dommuseum.
Een andere kerk is de enorme, 15de-eeuwse door Hinrich Brunsberg gebouwde Katharinenkirche. De Gotthardkirche staat in de Altstadt en heeft een romaanse gevel en een gotisch interieur.

## Kernen
De gemeente is onderverdeeld in de volgende kernen, met respectievelijke onderverdeling (en tussen haakjes het jaar van samenvoeging)
- Brandenburg
  - Stadsdeel Altstadt (1715 Brandenburg Altstadt met Brandenburg Neustadt)
    - Bohnenland, Brielower Ausbau, Butterlake, Heidekrug, Klingenbergsiedlung, Neuendorf (1929), Quenzsiedlung

  - Stadsdeel Neustadt (1715 Brandenburg Neustadt met Brandenburg Altstadt)
    - Buhnenhaus, Görisgräben, Malge, Neue Mühle, Neuschmerzke, Siedlung Eigene Scholle, Wendgräben, Wilhelmsdorf (1937)

  - Stadsdeel Dom (1929)
  - Stadsdeel Görden (1920)
    - Kolonie Görden
    - Landesanstalt Görden

  - Stadsdeel Nord (Nieuwbouw 1959–1970)
  - Stadsdeel Hohenstücken (Nieuwbouw 1972–1988)
- Ortsteil Göttin (1950–1952, 1993)
- Ortsteil Gollwitz (2003)
- Ortsteil Kirchmöser (1952)
  - Bergenhof, Gränert, Kirchmöser Dorf, Kirchmöser Ost, Kirchmöser West

Kirchmöser Ost
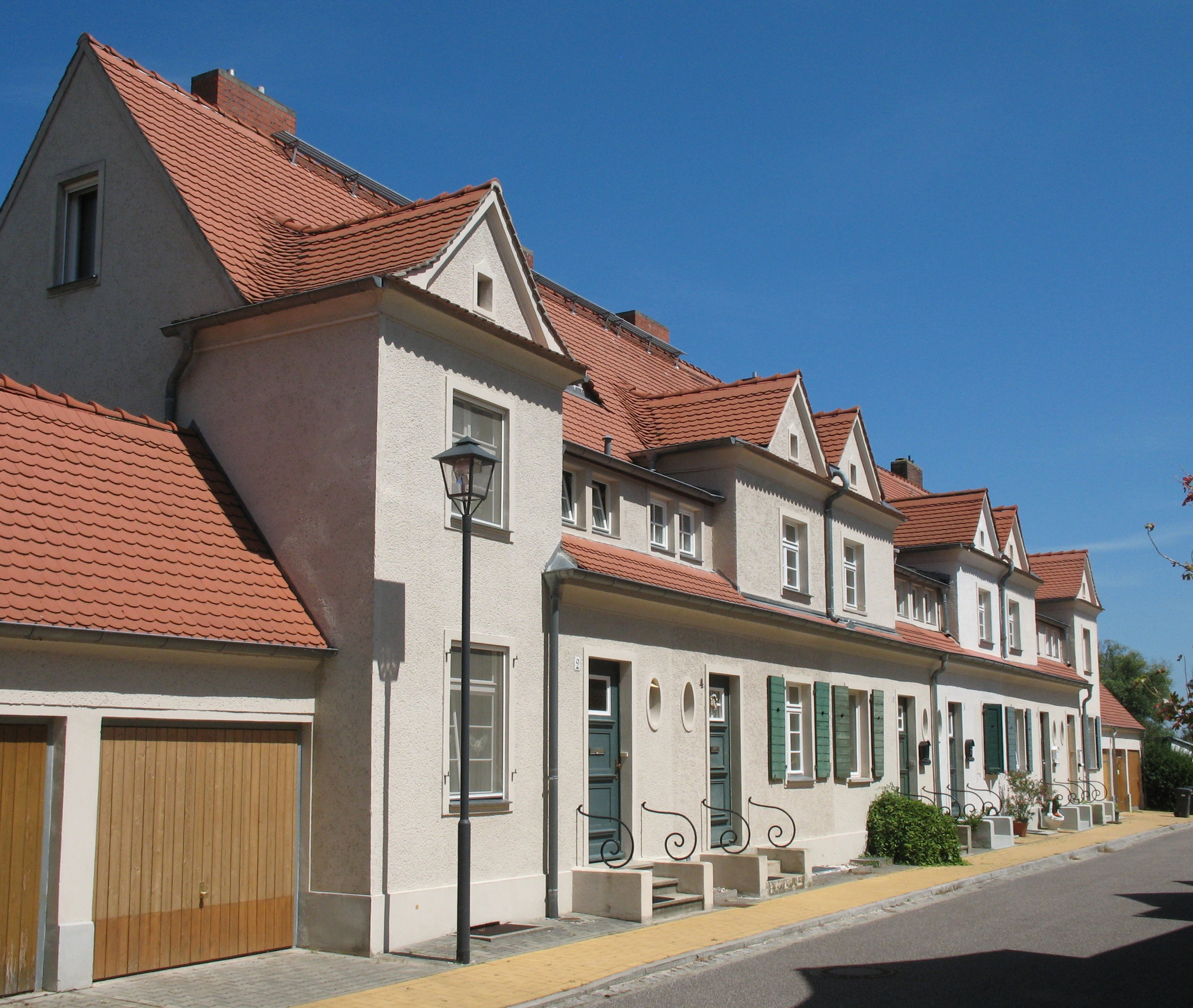
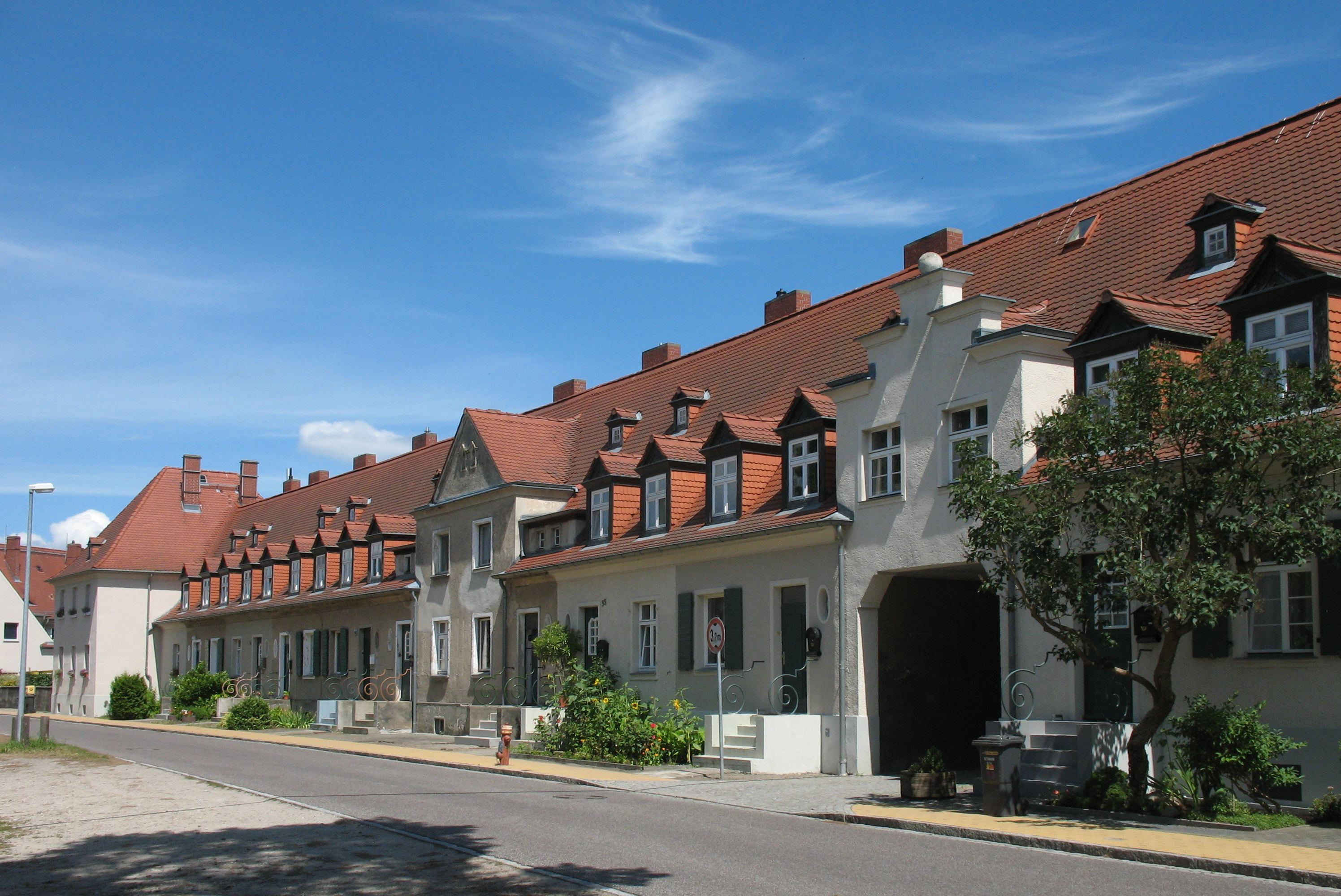
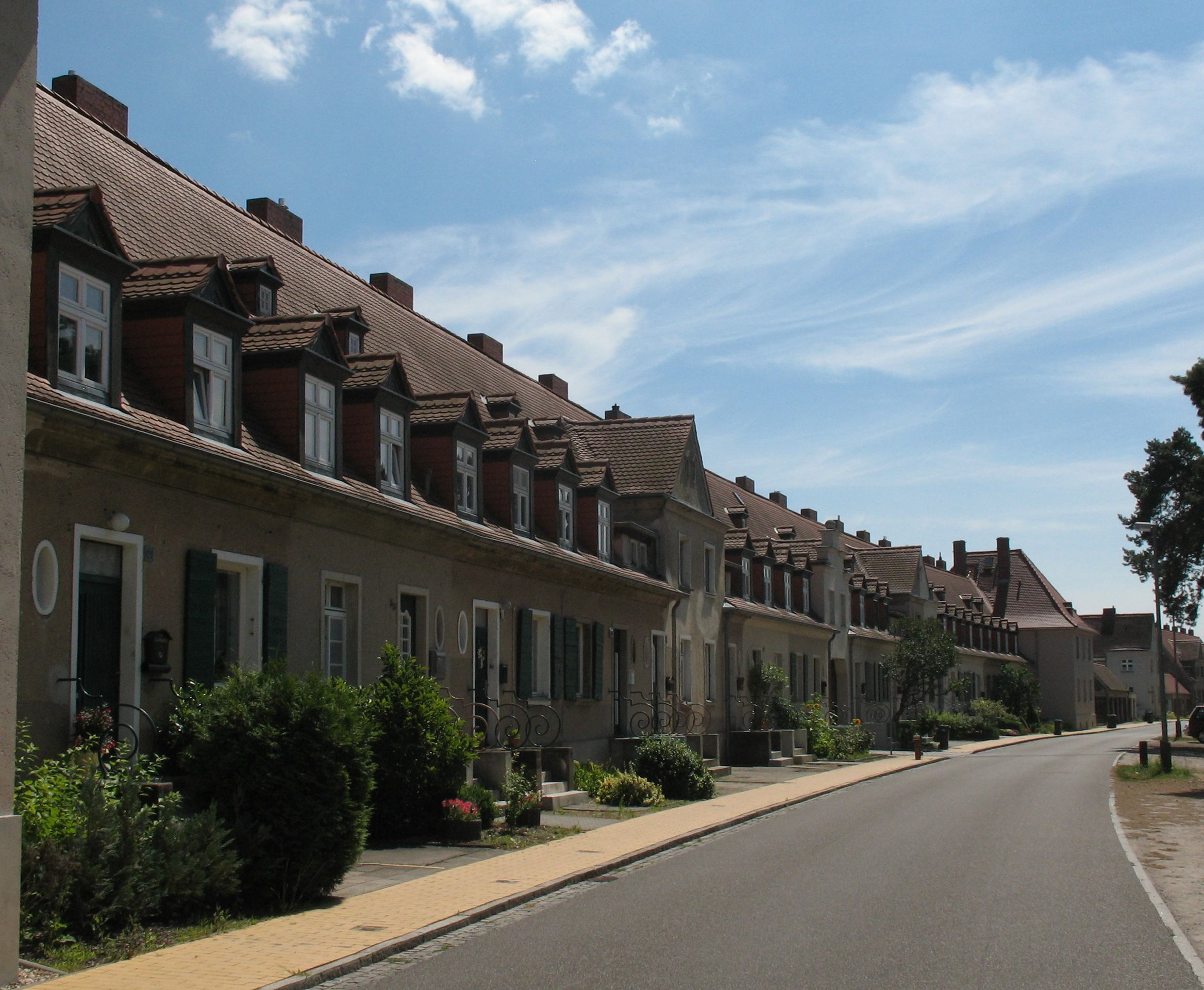
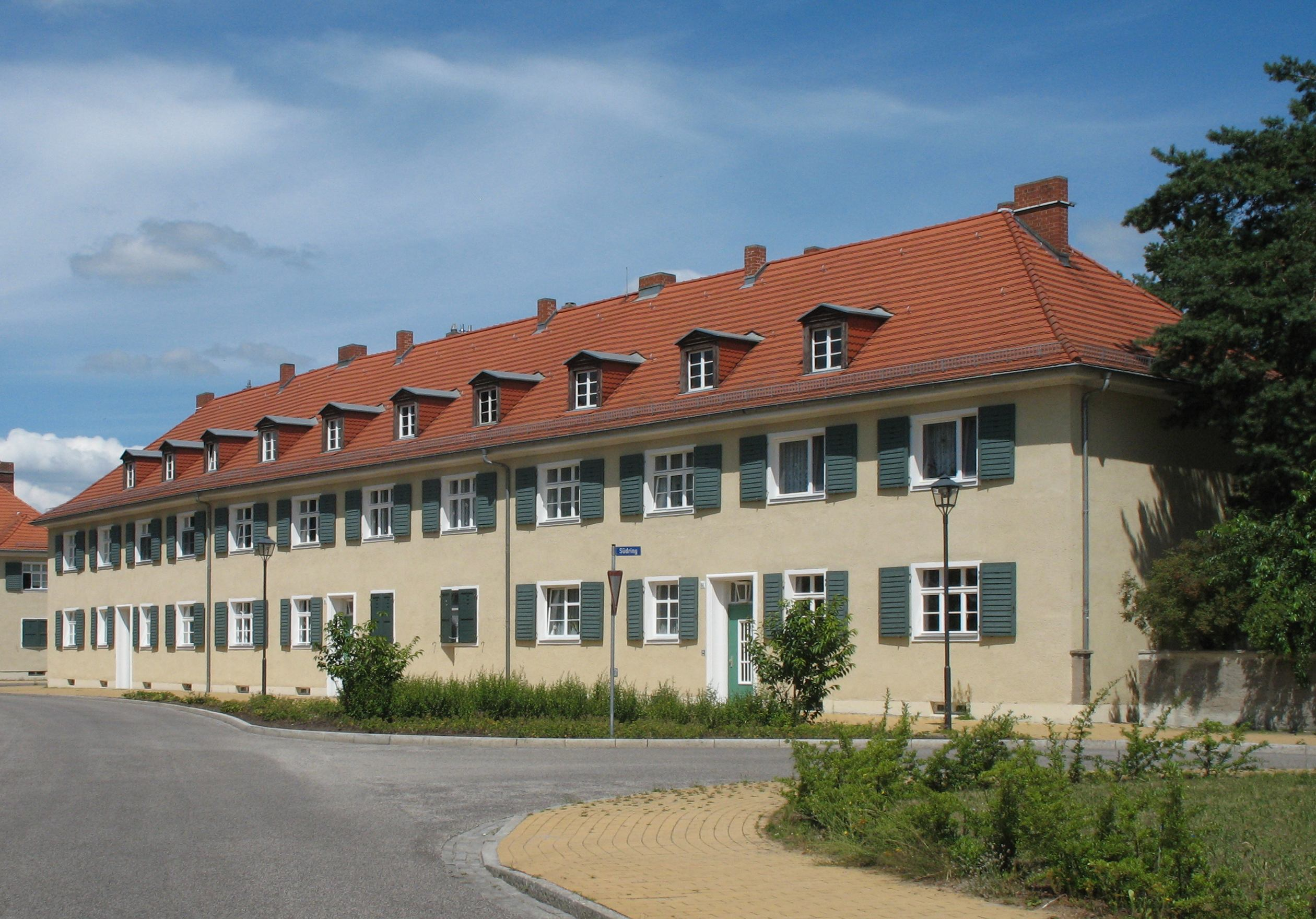
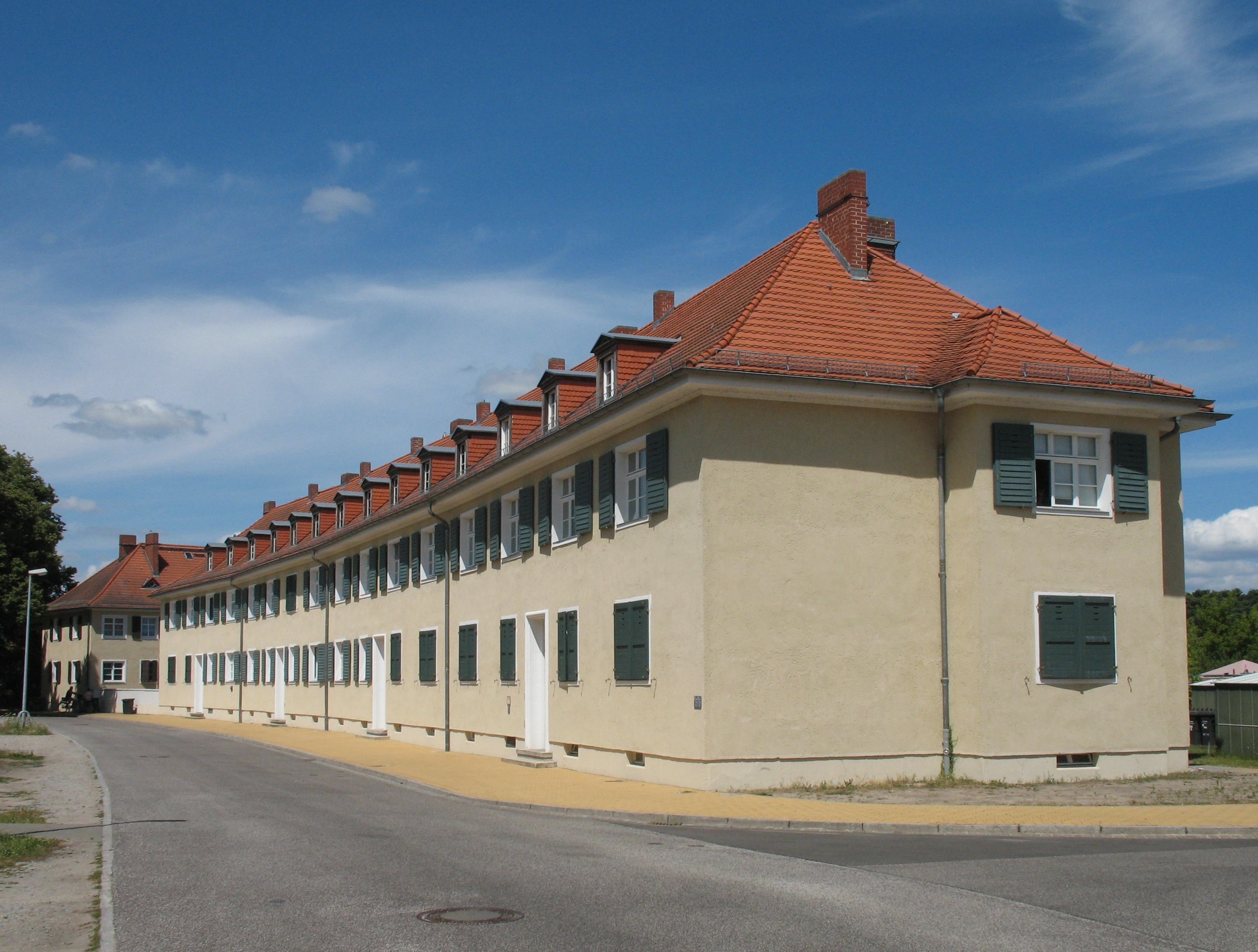
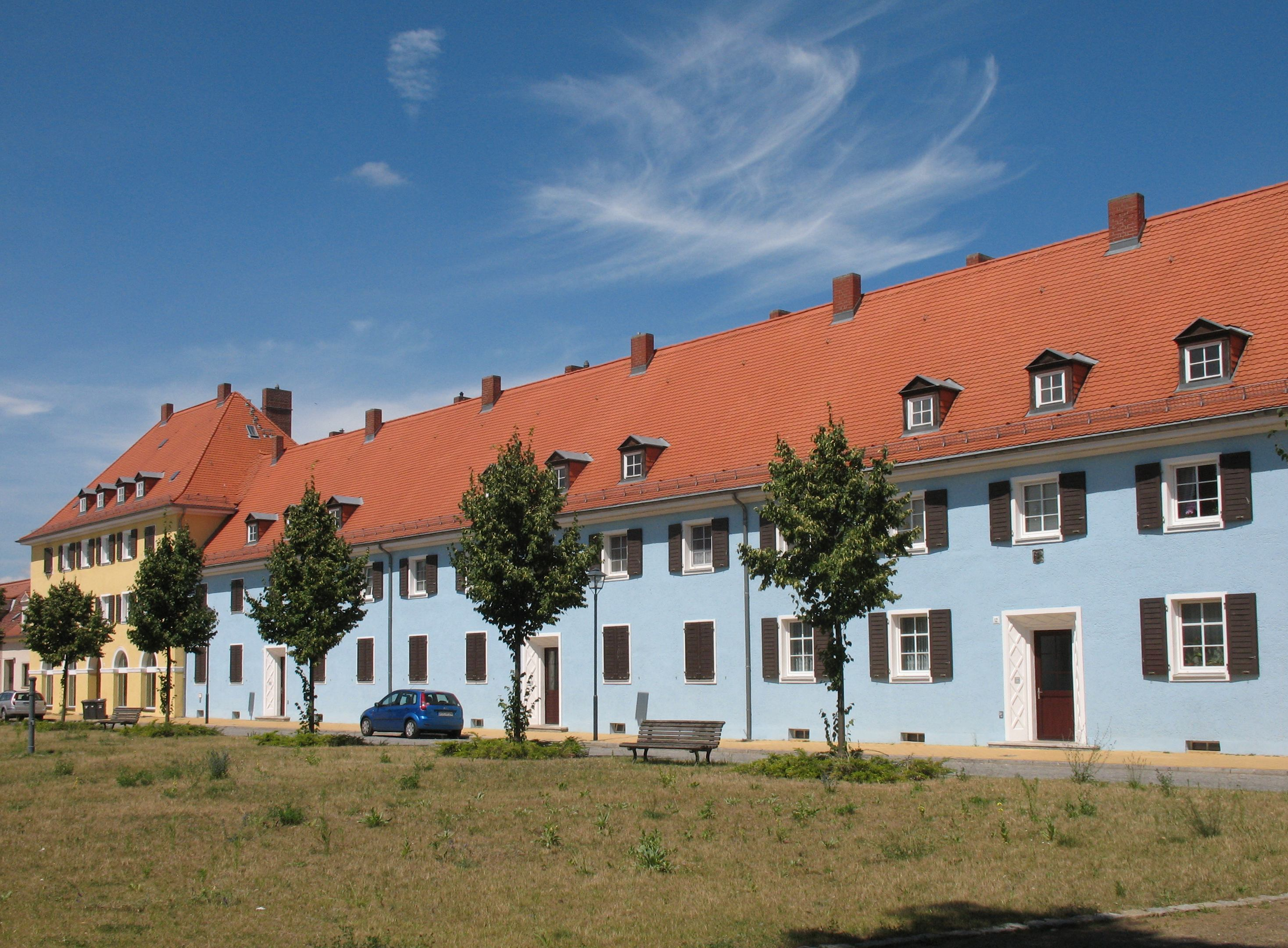

- Ortsteil Klein Kreutz/Saaringen (1950–1952, 1993)
  - Fuchsbruch, Klein Kreutz, Saaringen (1957 zu Klein Kreutz)
- Ortsteil Mahlenzien (1993, daarvoor Ortsteil van Viesen)
- Ortsteil Plaue (1952, daarvoor zelfstandige stad)
  - Charlottenhof, Gartenstadt, Margaretenhof, Neu Plaue, Plauerhof, Plauer Schleuse, Roberdam
- Ortsteil Schmerzke (1950–1952, 1993)
  - Paterdamm (1993)
- Ortsteil Wust (2003)

Van 1950 tot 1957 behoorde Mötzow (tegenwoordige deel van de gemeente Beetzseeheide) tot de stad Brandenburg.

## Geboren
- Georg Sabinus (1508-1560), hoogleraar, diplomaat en dichter
- Christian Konrad Sprengel (1750–1816), natuuronderzoeker en theoloog
- Friedrich de la Motte-Fouqué (1777-1843), schrijver
- Mehmed Ali Pasha (1827-1878), Ottomaans militair
- Paul Matschie (1861-1926), zoöloog
- Paul Hausser (1880-1972), luitenant-generaal der Reichswehr en later Generaloberst der Waffen-SS
- Kurt von Schleicher (1882-1934), militair (generaal) en politicus
- Cornelius van Oyen (1886-1954), olympisch schutter
- Harald Seeger (1922-2015), voetballer en voetbalcoach
- Günter Schröter (1927-2016), voetballer
- Dieter Krause (1936-2020), kanovaarder
- Bernd Landvoigt (1951), roeier
- Jörg Landvoigt (1951), roeier
- Lutz Eigendorf (1956-1983), voetballer
- Birgit Fischer (1962), kanovaarster
- Anke Nothnagel (1966), kanovaarster
- Steffen Freund (1970), voetballer
- Melanie Seeger (1977), snelwandelaarster
- Katrin Wagner (1977), kanovaarster

## Partnersteden
- Ivry-sur-Seine, Frankrijk, sinds 1963
- Kaiserslautern, Duitsland, sinds 1988
- Magnitogorsk, Rusland, sinds 1989.

Barnim · Brandenburg an der Havel · Cottbus · Dahme-Spreewald · Elbe-Elster · Frankfurt (Oder) · Havelland · Märkisch Oderland · Oberhavel · Oberspreewald-Lausitz · Oder-Spree · Ostprignitz-Ruppin · Potsdam · Potsdam-Mittelmark · Prignitz · Spree-Neiße · Teltow-Fläming · Uckermark